# Bristol City Football Club 2024-2025
Questa voce raccoglie le informazioni riguardanti il Bristol City Football Club nelle competizioni ufficiali della stagione 2024-2025.

## Maglie e sponsor
| Casa | Trasferta | Terza divisa |

Sponsor ufficiale: Huboo
Fornitore tecnico: O'Neills

## Rosa
Aggiornata al 26 settembre 2024.
| N. |                        | Ruolo | Calciatore    |
| -- | ---------------------- | ----- | ------------- |
| 1  | Irlanda (bandiera)     | P     | Max O'Leary   |
| 2  | Scozia (bandiera)      | D     | Ross McCrorie |
| 3  | Inghilterra (bandiera) | D     | Cameron Pring |
| 4  | Scozia (bandiera)      | D     | Kal Naismith  |
| 5  | Inghilterra (bandiera) | D     | Rob Atkinson  |
| 6  | Inghilterra (bandiera) | C     | Max Bird      |
| 7  | Giappone (bandiera)    | C     | Yū Hirakawa   |
| 8  | Inghilterra (bandiera) | C     | Joe Williams  |
| 9  | Francia (bandiera)     | A     | Fally Mayulu  |
| 10 | Inghilterra (bandiera) | C     | Scott Twine   |
| 11 | Albania (bandiera)     | C     | Anis Mehmeti  |
| 12 | Irlanda (bandiera)     | C     | Jason Knight  |
| 14 | Kenya (bandiera)       | D     | Zak Vyner     |
| 15 | Irlanda (bandiera)     | D     | Luke McNally  |

| N. |                        | Ruolo | Calciatore         |
| -- | ---------------------- | ----- | ------------------ |
| 16 | Inghilterra (bandiera) | D     | Rob Dickie         |
| 17 | Irlanda (bandiera)     | C     | Mark Sykes         |
| 18 | Inghilterra (bandiera) | C     | Ayman Benarous     |
| 19 | Inghilterra (bandiera) | D     | George Tanner      |
| 20 | Inghilterra (bandiera) | A     | Sam Bell           |
| 21 | Bermuda (bandiera)     | A     | Nahki Wells        |
| 23 | Serbia (bandiera)      | P     | Stefan Bajic       |
| 24 | Inghilterra (bandiera) | D     | Haydon Roberts     |
| 27 | Inghilterra (bandiera) | A     | Harry Cornick      |
| 29 | Inghilterra (bandiera) | C     | Marcus McGuane     |
| 30 | Irlanda (bandiera)     | A     | Sinclair Armstrong |
| 32 | Galles (bandiera)      | P     | Lewis Thomas       |
| 35 | Galles (bandiera)      | C     | Omar Taylor-Clarke |
| 40 | Inghilterra (bandiera) | C     | George Earthy      |